# MPS 1000

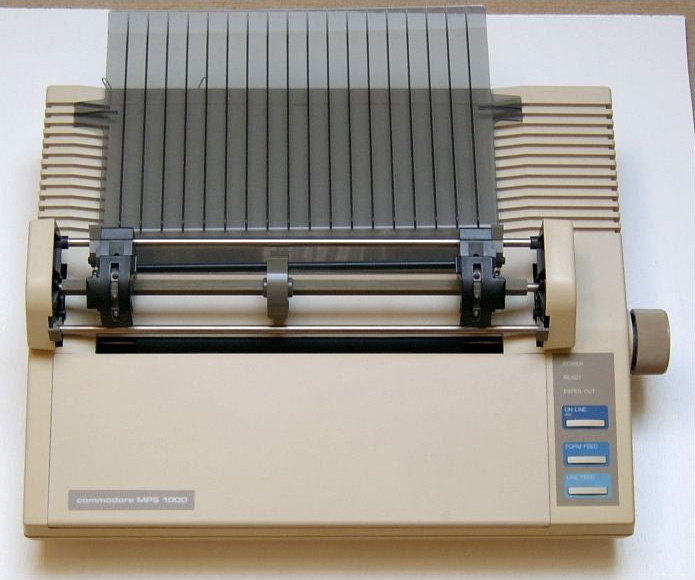
Impresora de matriz de puntos MPS 1000

La MPS 1000 es una impresora de matriz de puntos de la empresa Commodore International, de la serie MPS. La impresora se produjo en una colaboración entre las empresas Commodore, Seiko y Epson. La impresora se puede utilizar con las computadoras VIC-20, C64, C128, C16, C116, Plus/4, compatibles IBM PC y Amiga.

## Características
- Cabezal de impresión de 9 agujas
- 100 caracteres por segundo con calidad de borrador, con calidad alta (NLQ) 20 caracteres por segundo
- Tamaño de matriz (modo Commodore): 9 × 8 para borrador, 12 × 18 para NLQ
- Papel continuo
- Programable en modo CBM con Commodore BASIC
- Se puede cambiar al modo IBM a través del interruptor DIP
- 2 interfaces: interfaz en serie para conectar, por ejemplo, C64/SX-64 e interfaz paralela para computadoras compatibles IBM PC  (controlador de gráficos: IBM Graphics) (CBM + Centronics)
- Tipografías: pica, elite, angosta, ancha, doble, negrita, superíndice, subíndice, subrayado, proporcional, cursiva, NLQ
- Dimensiones: 420 mm × 330 mm × 80 mm